# Помология
Помологията е наука, раздел на селскостопанските науки, която изучава сортовете на овощните култури. Неин предмет са изучаването и класификацията на овощните сортове чрез систематизиране и описване на морфологичните, биологичните и производствено-стопанските особености на всеки сорт овощни растения. Методът е чрез описание, включително графично (черно-бели и цветни рисунки) на плодовете, дървото, леторастите, листата, цветовете и пъпките.